# Brachytarsomys
Brachytarsomys is een geslacht van zoogdieren uit de familie Nesomyidae. De wetenschappelijke naam van het geslacht werd in 1875 gepubliceerd door Albert Günther.

## Soorten
Er worden 2 soorten in dit geslacht geplaatst:
- Brachytarsomys albicauda Günther, 1875
- Brachytarsomys villosus Petter, 1962